# کتی چو
کتی چو (انگلیسی: Kathy Chow؛ ‏زادهٔ ۶ دسامبر ۱۹۶۶ – درگذشتهٔ ۱۱ دسامبر ۲۰۲۳) بازیگر و خواننده اهل هنگ کنگ بود.
از فیلم‌ها یا برنامه‌های تلویزیونی که وی در آنها نقش داشته‌است، می‌توان به حقیقت و افسانه زنان سلحشور اشاره کرد.